# مانسيرا
مانسيرا (بالأردوية: مانسہرہ)‏ هي مستوطنة، في باكستان، تقع في Mansehra District ‏ ، وهي عاصمتها، بلغ عدد سكانها 69,085 نسمة وذلك حسب إحصائيات سنة 2017، رمزها البريدي هو 21300.

## أعلام
- منيب الرحمن